# تپیداریوم

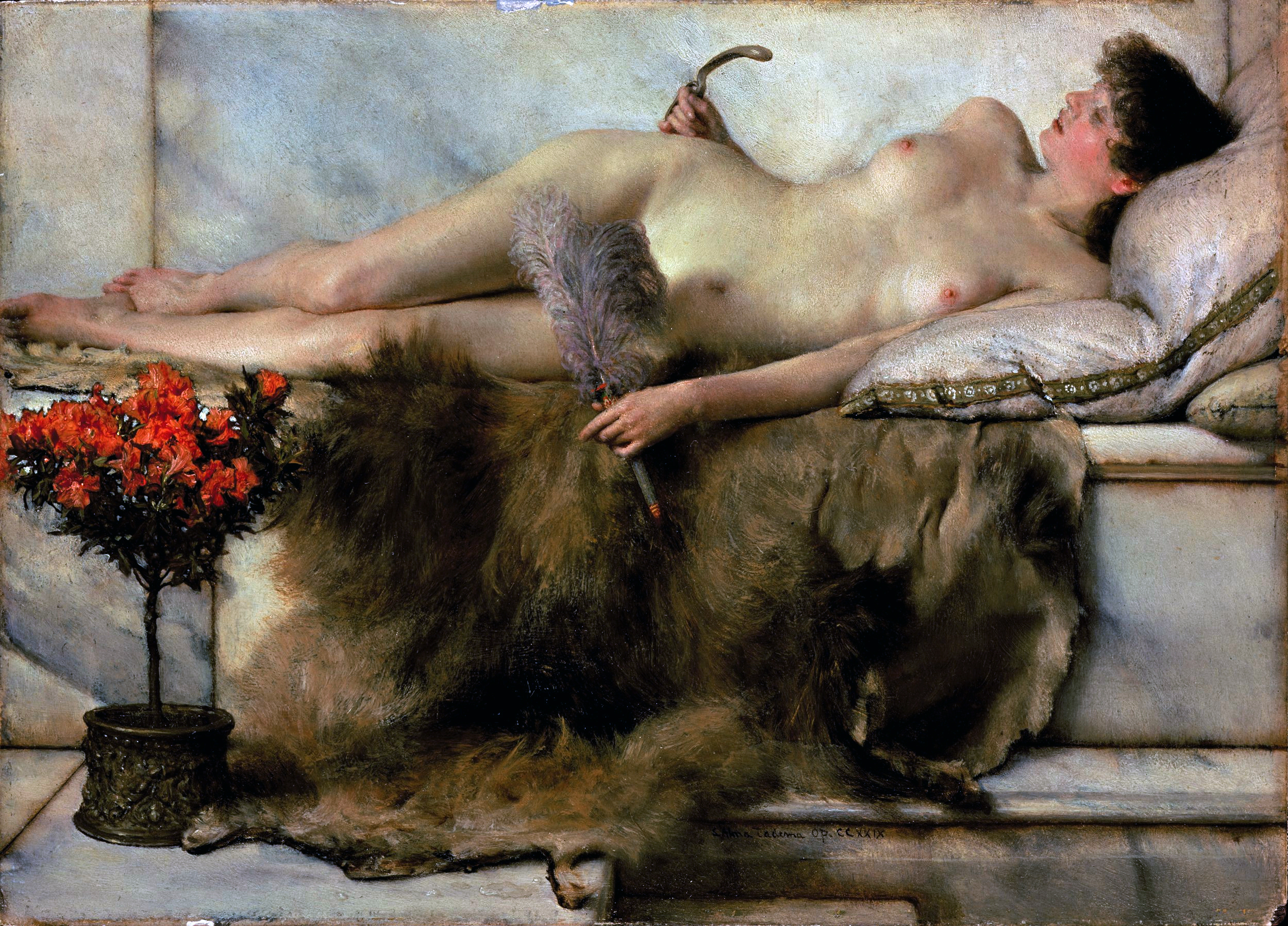
تپیداریوم، اثری از سر لورنس آلما-تادما

تِپیداریوم، یک نوع حمام گرم (تپیدوس) از انواع حمام رومی بود، که به روش زیرسوز [کوره زیرزمینی گرمای خانگی در روم باستان] یا روش تشعشع حرارت از کف [که از دیگر سامانه‌های ویژه گرمایشی و سرمایشی در رم باستان محسوب می‌شد]، گرم می‌شد. ویژگی خاص یک تپیداریوم، احساس مطبوع و لذتبخش و خوشایندی بود که در موقع استحمام بر اثر تابش حرارت به‌طور ثابت و یکنواخت، به استحمام‌کننده دست می‌داد و حرارت تابشی که از دیوارها و کف حمام ساطع می‌شد، به‌طور مستقیم بدن فرد را تحت تأثیر خود قرار می‌داد.
در یک نمونه جالب توجه از تپیداروم که در پومپئی موجود بود؛ که با استفاده از طاق‌های نیم دایره‌ای شکل، پوشیده شده بود و مزین به نقوش برجسته‌ای از جنس گچ بود که سرتاسر آن را به همین ترتیب پوشانیده بودند، همچنین در دور این اتاق، یک سری پله‌های مربع مستطیل شکل موجود بود، که به وسیلهٔ تعدادی ستون زن‌پیکر به بخش‌های مختلف تقسیم شده و از یکدیگر مجزا شده بودند.
تپیداروم‌ها با گرانقیمت‌ترین سنگ‌ها و موزاییک‌ها تزئین می‌شدند. این بناها نور خود را از طریق پنجره‌های موسوم به کلرستوری دریافت می‌کردند که، در طرفین، جلو و عقب بنا کار گذاشته می‌شد. به نظر می‌رسد که سالن‌های تپیداروم را بتوان در زمرهٔ بهترین گنجینه‌های هنری قرار داد، بنابراین مواردی از جمله حمام کاراکالای، فارنز هرکولز، و فارنز تورو، دو گلادیاتور، و تابوت سبز بازالتی، همگی در حال حاضر در کنار گنجینه‌های متعدد دیگر در واتیکان نگهداری می‌شوند. برخی از این موارد در طی کاوشهای انجام شده در سال ۱۵۴۶، توسط پل سوم کشف گردیدند، و به واتیکان و موزه ناپل انتقال یافتند.